# Насонів Валентин Миколайович
Насонів Валентин (Валеріан) Миколайович (нар.28 травня 1881, м. Київ — ?) — полковник Армії УНР.

## Життєпис

В часі служби в РІА

Походив з купців Київської губернії. Закінчив Миколаївський кадетський корпус (1899), Костянтинівське артилерійське училище (1902), вийшов підпоручником до 1-ї кінно-гірської батареї кінно-гірського гарматного дивізіону (Київ), у складі якого брав участь у Першій світовій війні. 
Був нагороджений всіма орденами до Святого Володимира IV ступеня з мечами та биндою та орденом святого Георгія IV ступеня (за бій 28 травня 1916 р.). Останнє звання у російській армії — полковник.
У 1917 р. — командир кінної батареї 12-ї Кавалерійської дивізії, яку 12 грудня 1917 р. українізував. З 29 квітня 1918 р. — командир Української гарматної бригади, що формувалась на Київщині. З 24 липня 1918 р. служив у 4-му Київському корпусі Армії Української Держави. З 26 лютого 1919 р. завідувач артилерійської частини штабу Східного фронту Дієвої армії УНР. 
З 18 лютого 1920 р. — командир гарматного полку 2-ї української дивізії, що формувалася у Бресті-Литовському. 21 березня 1920 р. полк було перейменовано на 6-ту гарматну бригаду 6-ї Січової стрілецької дивізії Армії УНР. У 1920—1921 рр. — начальник цієї бригади. 
На еміграції жив у Польщі. Подальша доля невідома.

## Вшанування пам'яті
28 травня 2011 року у мікрорайоні Оболонь було відкрито пам'ятник «Старшинам Армії УНР — уродженцям Києва». Пам'ятник являє собою збільшену копію ордена «Хрест Симона Петлюри». Більш ніж двометровий «Хрест Симона Петлюри» встановлений на постаменті, на якому з чотирьох сторін світу закріплені меморіальні дошки з іменами 34 старшин Армії УНР та Української Держави, які були уродженцями Києва (імена яких вдалося встановити історикам). Серед іншого вигравіруване й ім'я Валентина Насоніва.